# Lac el-Assad
Pour les articles homonymes, voir el-Assad.
Le Lac el-Assad (en arabe : Buhayrat al-Assad, بحيرة الأسد) est un lac artificiel créé sur l'Euphrate, au nord de la Syrie, par la construction du barrage de Tabqa entre 1968 et 1973.
S'étendant sur 50 kilomètres de long, il couvre une superficie de 630 km2 et représente un volume d'eau douce de 12 milliards de m3, qui permet d'irriguer de 640 000 hectares.

## Géopolitique
La Turquie a construit un barrage en amont sur l'Euphrate : le barrage Atatürk. Ce barrage peut contrôler les amenées d'eau dans le lac el-Assad.